# Victor Löw
Victor Löw (Amsterdam, 25 augustus 1962) is een Nederlands acteur. Löw is een zoon van regisseur Bob Löwenstein (oorspronkelijk Daniel Friedrich Löw) en actrice Wieke Haitsma Mulier en een broer van Ernst Löw. Hij speelde in meer dan 150 producties, verdeeld over film, televisie en theater en is winnaar van zowel een Gouden Kalf als een Louis d'Or. Voor deze twee belangrijkste Nederlandse film- en theaterprijzen werd hij in totaal zeven maal genomineerd.

## Biografie
Löw werd tot acteur opgeleid aan de Studio Herman Teirlinck te Antwerpen, waar hij op zijn 24ste afstudeerde. Zijn eerste filmrol was een bijrol in De Noorderlingen van Alex van Warmerdam. Daarna speelde hij onder meer in De flat en in de Oscar-winnende films Antonia (1995) en Karakter (1997). Daarna werd hij een veelgevraagd acteur, die onder meer meespeelde in Rent a Friend van Eddy Terstall (2000). Voor zijn rol als de crimineel Jack in Lek (2000) kreeg hij een Gouden Kalf. In 2004 speelde Löw een rolletje in Floris.
Daarnaast deed Löw televisiewerk, voor het eerst in Tijd van Leven (1996) en verder onder meer in Het jaar van opvolging (1997). Voor zijn rol in Meedingers (1998) kreeg hij een Gouden Kalf-nominatie. Daarnaast was hij te zien in onder andere Spangen en Kees & Co. Löw speelde ook de driftige voetbalcoach Arjan Duivendrecht in de serie Voetbalvrouwen op de zender Tien.
In 2008 speelde hij in We gaan nog niet naar huis, een comedy van de AVRO, de vader, Sam van der Duin. In 2013 speelde hij de rol van Nout Wellink, president van De Nederlandsche Bank, in de televisieserie De Prooi naar het gelijknamige boek van Jeroen Smit over de deconfiture van ABN-AMRO.
Löw speelde in het toneelstuk The Price van Arthur Miller en trad in het seizoen 2004/2005 op met de solovoorstelling De redenaar van Ruud van Megen, over een man die zijn identiteit ontleent aan toespraken van de groten der aarde.
In 2003 deed Löw mee aan het Groot Dictee der Nederlandse Taal. Zijn stem was in 2011 te horen in de reclame van Delta Lloyd en jarenlang in de reclame van Plus supermarkt.

## Filmografie

### Film
- De Noorderlingen (1992) – echtpaar fotostudio
- De drie beste dingen in het leven (1992) – Caspar
- De flat (1994) – Eric Coenen
- Antonia (1995) – Harry
- Karakter (1997) – De Gankelaar
- Abeltje (1998) – Schraap
- Temmink: The Ultimate Fight (1998) – Henk de Boer
- Het 14e kippetje (1998) – Jean
- No trains no planes (1999) – televisiepresentator
- Het Spaanse Paard (televisiefilm, 1999) – rol onbekend
- Do Not Disturb (1999) – kok
- Iedereen beroemd! (2000) – Michael Jensen
- Lek (2000) – Jack
- Costa! (2001) – Ian
- De Enclave (televisiefilm, 2002) – generaal
- Supertex (2003) – Robbie Goldsmith
- Stille Nacht (2004) – Hans Porcelijn
- De zusjes Kriegel (2004) – dokter
- Floris (2004) – Floris sr.
- Voor een paar knikkers meer (kortfilm, 2006) – vader van Michiel
- Trage liefde (2007) – Johan
- Radeloos (2008) – meneer Kager
- Reykjavík-Rotterdam (2008) – Hoogland
- Daglicht (2013) – Lode
- Smoorverliefd (2013) – regisseur
- Michiel de Ruyter (2015) – afgevaardigde De Waerd
- Prooi (2016) – neef / hobbyjager
- Kruimeltje en de strijd om de goudmijn (2020) – Lefty
- De Openbaring (2022) – Jacob
- De Bellinga's: Vakantie op stelten (2023) – Golfer Harry
- OUT (2024) – Arthur
- Expeditie Cupido (2024) – Olaf
- Fabula (2025) – Fairground Operator
- Dubbel zes (2025) – Jan Meijer

### Televisie
- Madelief – meester Cowboy (1995–1996)
- Baantjer – Frits Zoomers (afl. "De Cock en de moord in de politiek", 1998)
- Flodder – geheim agent Schuringa (afl. "Gluren bij de buren", 1996)
- Tijd van leven (1996) – Wim Evers
- Abeltje (2000, bewerking van de film uit 1998) – Schraap
- De aanklacht – Huib de Duveroy (afl. "De zaak: Emily de Duveroy", 2000)
- Spangen – Arthur Dales (2001-2006)
- Kees & Co – Frank Speijer (2004–2006)
- Voetbalvrouwen – Arjan Duivendrecht (2007)
- Vermist – Klaas De Welt (2008)
- We gaan nog niet naar huis – Sam van der Duin (2008–2010)
- Flikken Maastricht – muziekdocent Vincent Lukassen (afl. "Een valse noot", 2007)
- Rembrandt en ik (4-delige serie, EO, 2011) – Cornelis Jan Witsen
- Seinpost Den Haag (2011) – hoofdinspecteur Wouter van Dijk
- De Prooi (miniserie, 2013) – Nout Wellink
- Heer & Meester – Hesselmans (afl. "Rook", 2014)
- Rechercheur Ria (2014) – Jaap van Spall
- Moordvrouw – Luuk van Bemmelen (afl. "Oog om oog", 2015)
- De Jacht – cipier (2 afl., 2016)
- Centraal Medisch Centrum (2016–2017) – oncoloog Max van Montfoort
- Flikken Rotterdam – Frits & Egbert Nekke (2018, seizoen 3)
- Vliegende Hollanders – Frits Fentener van Vlissingen (1882-1962) (2020)
- The Passion – Pontius Pilatus (2024)
- De Vuurwerkramp – Bart Lammers (2025)

## Theater
- Strange interlude (1990)
- Winteravond (1991)
- Een vijand van het volk (1993)
- Angels in America (1995)
- Sukarno (1996)
- Bedrog (1996)
- Een zwarte Pool (2000)
- Dood en het meisje (2002)
- Requiem voor een zwaargewicht (2002)
- Glazen Speelgoed (2003/2004)
- De Redenaar (2004/2005)
- The Price (2005)
- One Flew over the Cuckoo's Nest (2006)
- Misery (2008)
- ART (2009)
- Oog om oog (2009)
- Anne Frank en Joseph Goebbels - Een confrontatie (2010)
- De Aanslag (2011)
- Het Gouden Ei (2011)
- Wie is er bang voor Virginia Woolf? (2012)
- De donkere kamer van Damokles (2013/2014)
- De verleiders: De val van een super-man (2014)
- Advocaat van de duivel (2016)
- Chez Brood (musical over Herman Brood) (2016)
- De verleiders: Slikken en stikken (2016)
- Nieuw Geld (2017)
- De verleiders: Stem kwijt (2017)
- De verleiders: #niksteverbergen (2019)

## Prijzen en nominaties
- 1990 – Gouden Gids publieksprijs/Arlecchino-nominatie voor beste acteur in een bijrol in Strange interlude, Blauwe Maandag Compagnie, regie Luk Perceval
- 1991 – Arlecchino voor Winteravond van Hugo Claus, regie Mark Timmer
- 1992 – Gouden Kalf-nominatie voor beste acteur De drie beste dingen in het leven, regie Ger Poppelaars
- 1993 – Nominatie Gouden Gids publieksprijs voor Een vijand van het volk, regie Koos Terpstra
- 1993 – Gouden Kalf-nominatie voor beste acteur De flat, regie Ben Verbong
- 1995 – Nominatie -Gouden Gids- Toneelpublieksprijs voor Angels in America, regie Guy Cassiers
- 1996 – Louis d'Or voor de rol van Sukarno, regie Johan Doesburg[1]
- 1997 – Oscar voor beste buitenlandse film Karakter, regie Mike van Diem. Fifth Lead[2]
- 1997 – Gouden Kalf voor beste Nederlandse film Karakter, regie Mike van Diem, als "De Gankelaar"[3]
- 1998 – Gouden Kalf-nominatie voor beste acteur in tv-drama Meedingers, regie Paula van der Oest
- 2000 – Gouden Kalf voor beste acteur in de speelfilm Lek, regie Jean van de Velde
- 2002 – Nominatie NRC Toneelpublieksprijs voor Dood en het meisje, regie Porgy Franssen
- 2002 – Nominatie NRC Toneelpublieksprijs voor Requiem voor een zwaargewicht, regie Mark Rietman
- 2005 – Louis d'Or (nominatie) voor De Redenaar, geschreven door Ruud van Megen, regie Porgy Franssen
- 2006 – Nominatie NRC Toneelpublieksprijs voor One Flew Over the Cuckoo's Nest, regie Hans Croiset